# Internationale Cricket-Saison 1988
Die internationale Cricket-Saison 1988 fand zwischen Mai 1988 und September 1988 statt. Als Sommersaison wurden vorwiegend Heimspiele der Mannschaften aus Europa ausgetragen.

## Überblick

### Internationale Touren
| Beginn          | Heimteam | Auswärtsteam | Resultate | Resultate | Artikel |
| Beginn          | Heimteam | Auswärtsteam | Test      | ODI       | Artikel |
| --------------- | -------- | ------------ | --------- | --------- | ------- |
| 19. Mai 1988    | England  | West Indies  | 0–4 [5]   | 3–0 [3]   | Artikel |
| 25. August 1988 | England  | Sri Lanka    | 1–0 [1]   | 1–0 [1]   | Artikel |

## Nationale Meisterschaften
Aufgeführt sind die nationalen Meisterschaften der Full Member des ICC.
| Land    | First-Class                  | List A              |
| ------- | ---------------------------- | ------------------- |
| England | County Championship 1988     | NatWest Trophy 1988 |
|         | Refuge Assurance League 1988 |                     |
|         | Benson and Hedges Cup 1988   |                     |